# 圆通寺 (大同市)
圆通寺是山西省大同市的一座清代古建筑，位于平城区南街街道圆通寺社区乌图井巷，大西街上西城门的左侧。是大同地区唯一一座坐南朝北的寺庙建筑。
圆通寺始建于明万历年间，清初大同之屠中被毁，康熙三年为超度大同之屠的千万亡魂而重建。大同形成在圆通寺礼佛祭祖的风俗，朝礼五台山的蒙古佛教徒以及四方游僧，在经过大同时，也以圆通寺为挂单住宿之地。
2011年10月24日，圆通寺列为第一批大同市文物保护单位，编号Ⅲ—32。